# Och
Cet article possède des paronymes, voir Auch et Hoche.
Och (en kirghize et en russe : Ош) est une ville du Kirghizistan et le chef-lieu administratif de la province d'Och. Deuxième ville du Kirghizistan avec une population estimée à 281 900 habitants en 2017, Och est surnommée la « capitale du Sud ».

## Géographie
Och est située dans la vallée de Ferghana, à la frontière ouzbèke, à 299 km au sud-ouest de Bichkek, la capitale.

## Histoire
Centre de production de la soie connu au VIIIe siècle, la ville est probablement une étape sur la route de la soie depuis des temps reculés. Le pouvoir local a d'ailleurs fêté récemment les 3 000 ans du premier peuplement trouvé.
Durant le Moyen Âge, elle a été rattachée à diverses formations étatiques, dominant le Ferghana, notamment les Turcs Qarakhanides, dont l'une des capitales était située à Ouzgen, à une cinquantaine de kilomètres. Les qualités d'Och sont vantées, notamment par Bâbur, fondateur de la future dynastie des grands Moghols en Inde. Toutefois, elle semble n'avoir jamais été elle-même une capitale.
Dépendant au XIXe siècle du khanat de Kokand, du nom de la capitale située non loin dans la vallée de Ferghana dans l'actuel Ouzbékistan, la ville fut conquise et la région annexée à l'Empire russe en 1876, alors que celui-ci tentait de s'étendre vers le sud, dans le cadre de sa rivalité coloniale avec l'Empire britannique, ce que l'on appelait le « Grand Jeu ». Elle devient alors le chef-lieu administratif de l'ouiezd d'Och appartenant à l'oblast de Ferghana.
Elle devient le centre administratif de l'oblast d'Och en 1939.

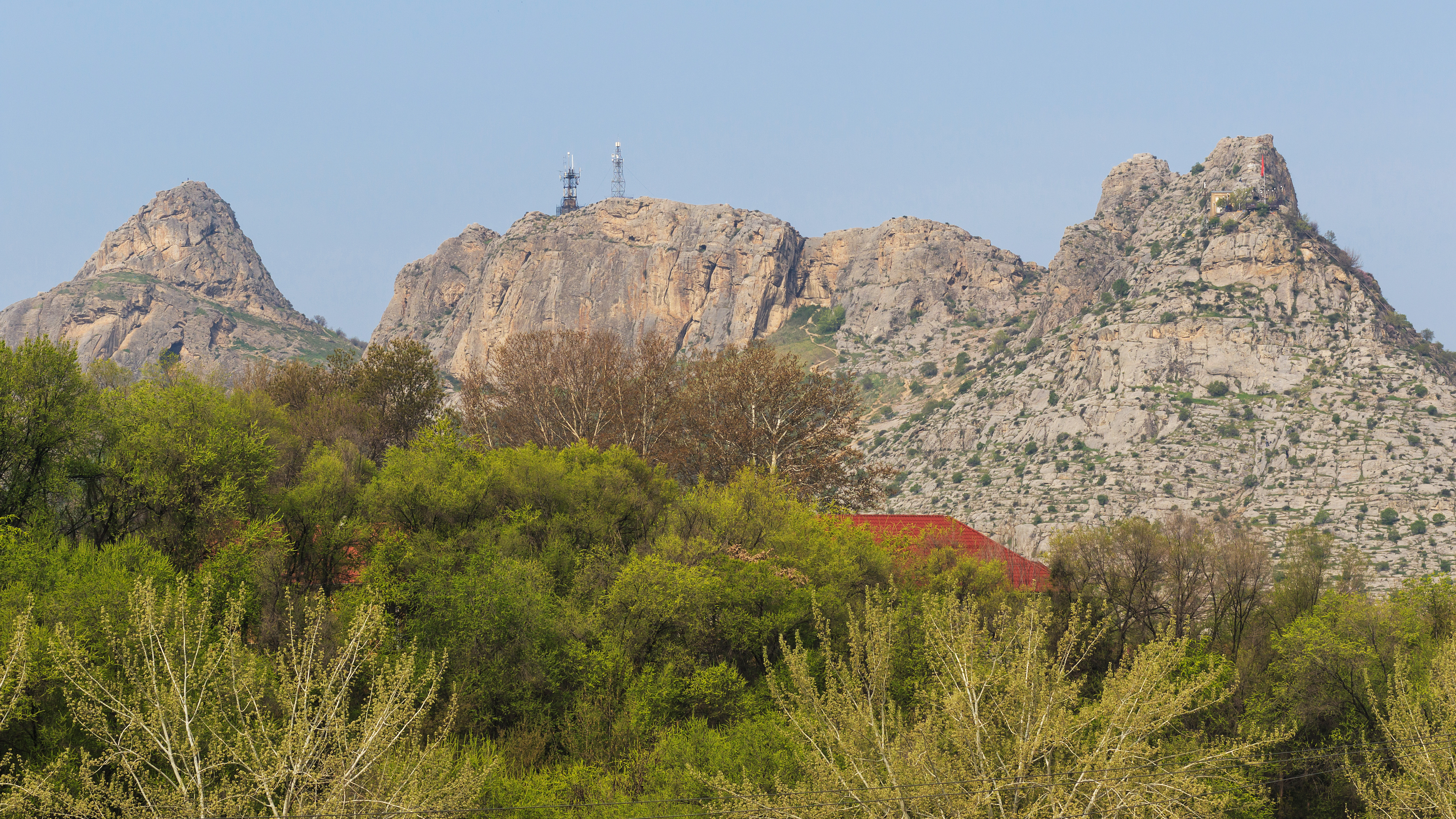
La montagne Soulaïman-Too

Cité commerçante depuis l'Antiquité, étape de la Route de la soie, située à l'extrémité orientale de la vallée de Ferghana, aujourd'hui artificiellement divisée entre l'Ouzbékistan, le Tadjikistan et le Kirghizistan, elle abrite en son centre un grand marché. Du temps de l'URSS, la ville était un centre important des industries du coton et de la soie, ainsi que de machine-outils et d'industrie légère. Son marché était réputé le plus grand d'Asie centrale, avant l'installation de marchés plus modernes faisant le commerce de produits chinois à Bichkek, Almaty, Chimkent ou Tachkent. Toutefois, les tensions récurrentes avec l'Ouzbékistan, ainsi que la difficulté des liaisons au sol avec Bichkek, la capitale kirghize, entravent incontestablement le développement de la ville. En effet, le sud du Kirghizistan est séparé du nord par une haute chaîne de montagne, dont le franchissement suppose de passer des cols à plus de 3 000 m d'altitude.
La ville est le théâtre d'affrontements interethniques entre Kirghizes et Ouzbeks en mai 1990 et surtout à l'été 2010 (deux mille maisons privées brûlent dont la plupart appartiennent à des Ouzbeks ethniques). C'est l'une des premières villes du pays à entrer dans l'opposition au moment de la « révolution des Tulipes » en 2005.

## Patrimoine
La ville s'étend au pied de la montagne Soulaïman-Too, appelée aussi « Trône de Salomon », en l'honneur de ce roi-prophète, source de nombreuses légendes dans la culture musulmane, qui aurait passé une nuit sur place. Un musée régional est installé dans une cavité de la montagne. La ville accueille également la plus grande mosquée du Kirghizistan, ainsi que la mosquée Rabat Abdoul Khan, datée du XVIe siècle et reconstruite sous l'Union soviétique au XXe.

## Culture
La ville possède un orchestre philharmonique (orchestre Abdykadyrov), un théâtre dramatique (théâtre Ibraïmov) et un théâtre ouzbek (théâtre Babour).

## Population

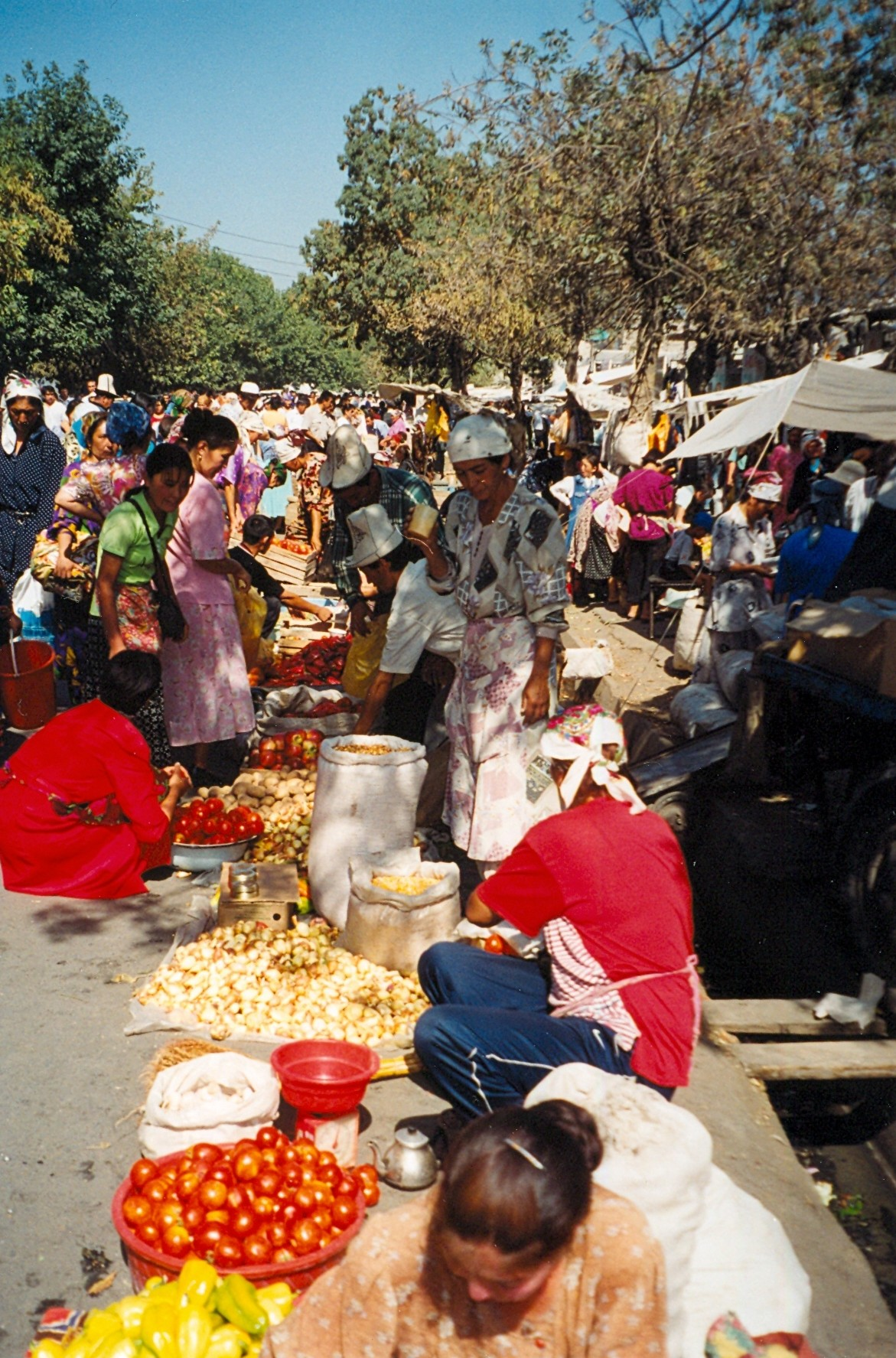
Marché d'Och

De peuplement très ancien, composé surtout de populations kirghizes et ouzbèkes, la ville et la région ont connu des heurts inter-ethniques violents en 1990 et 2010. Selon le recensement de 2009, elle est peuplée d'après l'origine ethnique à 64,50 % de Kirghizes ; à 27,61 % d'Ouzbeks ; à 2,70 % de Russes ; à 2,36 % de Turcs ; à 1,16 % de Tatars, puis d'autres nationalités de l'ancienne Union soviétique.
Recensements (*) ou estimations de la population  :
| 1897*  | 1926*  | 1939*  | 1959*  | 1970*   |
| ------ | ------ | ------ | ------ | ------- |
| 34 200 | 30 632 | 33 000 | 65 197 | 120 374 |

| 1979*   | 1989*   | 1999*   | 2009*   | 2013    |
| ------- | ------- | ------- | ------- | ------- |
| 169 146 | 211 045 | 208 520 | 232 816 | 235 000 |

## Enseignement
Sur les cinquante-six établissements d'enseignement primaire et secondaire de la ville, dix donnaient en 2011-2012 leur enseignement en langue russe et onze en russe et en kirghize. En comparaison avec l'année scolaire 2006-2007, on trouvait sur les cinquante-six établissements d'enseignement, quinze écoles enseignant en kirghize (7 853 élèves), huit écoles enseignant en russe (7 658 élèves), quatorze écoles enseignant en ouzbek (10 073 élèves), seize écoles enseignant en kirghize et en russe (25 608 élèves) et trois écoles enseignant en kirghize, en russe et en ouzbek (4 378 élèves).

## Économie
La région d'Och vit principalement de l'agriculture, avec des productions de coton, de riz, de tabac, de fruits et de légumes. Elle compte plusieurs grands marchés, tels que celui de Kara Su, à la frontière avec l'Ouzbékistan. Une usine de soie a été conservée à l'époque soviétique, mais son activité est aujourd'hui inexistante. La région est supposée être une plaque tournante du trafic de drogue et d'êtres humains. L'opium et l'héroïne produits en Afghanistan transiteraient ainsi par le Tadjikistan, l'Ouzbékistan et le Kirghizstan, pour suivre les « routes du nord », en direction de la Russie et de l'Europe.[réf. nécessaire]

## Dirigeants
| Nom                          | de               | à                |
| ---------------------------- | ---------------- | ---------------- |
| Abdumanap Mamyrov            | 1991             | 1994             |
| Medetbek Kerimkulov          | 1994             | Mars 1995        |
| Mukanbek Alykulov            | Février 1995,    | Novembre 1996,   |
| J. Raimbekov                 | Novembre 1996    | Avril 1998       |
| Abdyzhapar Tagaev            | Avril 1998,      | 1999             |
| Jusupbek Sharipov            | 1999             | 30 décembre 2001 |
| Jantörö Satybaldiev          | 2001             | 10 novembre 2003 |
| Satybaldy Chyrmashev         | 18 novembre 2003 | 2005             |
| Mamasadyk Bakirov            | 2005             | 2005             |
| Jumadyl Isakov               | 2005             | Janvier 2009     |
| Melis Myrzakmatov            | Janvier 2009,    | 5 décembre 2013  |
| Alimjan Baygazakov (intérim) | 5 décembre 2013  | Janvier 2014     |
| Aitmamat Kadyrbaev           | Janvier 2014     | 3 juillet 2018   |
| Taalaybek Sarybashov         | 18 juillet 2018  | 6 octobre 2020   |

## Transport
- Aéroport d'Och

## Jumelages
- Djeddah (Arabie saoudite)
- Novossibirsk (Russie)